# 頓涅茨克冶金工人足球俱樂部
頓涅茨克冶金工人足球俱樂部（烏克蘭語：Металург Донецьк），是烏克蘭的一家足球俱樂部，位於頓涅茨克。球隊已於2015年解散。

## 外部連結
- Official website （页面存档备份，存于）